# 艾草短管蚜
艾草短管蚜（学名：Cryptosiphum gallarum）为常蚜科短管蚜屬下的一个种。